# Senecio julianus
Senecio julianus là một loài thực vật có hoa trong họ Cúc. Loài này được Speg. miêu tả khoa học đầu tiên năm 1902.